# 橄榄形两极虫
橄榄形两极虫（学名：Myxidium oliviformis）为两极科两极虫属的动物。在中国，分布于湖北等，营寄生生活，寄生在白边鮠的肠。